# Juliet Reagh
Juliet Reagh (5 de septiembre de 1964) es una actriz y modelo estadounidense. Fue la Penthouse Pet en abril de 1987 bajo el nombre de "Jenna Persaud".[cita requerida]

## Vida y carrera
Reagh tiene ascendencia de Trinidad y de India. En abril de 1987, fue la Pet del Mes para Penthouse, y, en 1989, Reagh fue la finalista de Pet del Año.[cita requerida] Apareció en un gran número de películas en los años 90.

## Filmografía parcial
- Futuresport (1998)
- Bounty Hunters (1997)
- Bordello of Blood (1996)
- The Other Woman (1992)